# Isle of the Dead
Isle of the Dead är en ö i Australien. Den ligger i delstaten Tasmanien, i den sydöstra delen av landet, omkring 52 kilometer sydost om delstatshuvudstaden Hobart.
I omgivningarna runt Isle of the Dead växer i huvudsak städsegrön lövskog. Runt Isle of the Dead är det mycket glesbefolkat, med 3 invånare per kvadratkilometer. Genomsnittlig årsnederbörd är 731 millimeter. Den regnigaste månaden är juli, med i genomsnitt 89 mm nederbörd, och den torraste är februari, med 42 mm nederbörd.